# Ischiochaetus rotundicornis
Ischiochaetus rotundicornis är en tvåvingeart som beskrevs av Octave Parent 1933. Ischiochaetus rotundicornis ingår i släktet Ischiochaetus och familjen styltflugor. Inga underarter finns listade i Catalogue of Life.